# Четырёхточечная мягкотелка
Четырёхточечная мягкотелка (лат. Cantharis quadripunctata) — вид жуков-мягкотелок.

## Описание
Обитают в лесах. Длина тела взрослых насекомых (имаго) 7—11 мм. Голова за основанием усиков, щиток и большая часть ног чёрные. Третий членик усиков самцов в два раза длиннее второго.

## Распространение
Встречается по всей Европе, включая европейскую часть России, Турции, Иране, Армении